# 海堀あゆみ
海堀 あゆみ（かいほり あゆみ、1986年9月4日 - ）は、京都府長岡京市出身の元女子サッカー選手。元サッカー日本女子代表。日本女子サッカーリーグ（なでしこリーグ）理事長。日本女子プロサッカーリーグ（WEリーグ）理事。現役時代のポジションはゴールキーパー、フォワード。

## 経歴、人物

### ユース
小学2年生からサッカーを始め、長岡京市第四小スポーツ少年団で男子に交じってプレーしていた。サッカーを始めた当初はDFであった。
小学校高学年になると、男子をも驚かせるほどの当たりの強さであったとのことで、少年団の代表曰く、「あゆ（海堀の愛称の一つ）を振り切れる男は見たことがなかった」とのこと。当時、同郷で同学年の家長昭博の所属するチームと試合で対戦しており、家長は「封じられた記憶あり」と回想している。
中学入学と同時にスペランツァFC大阪高槻の下部組織に入団。しかし、経済的負担や姉の影響等の理由で、京都府立乙訓高等学校に進学した際、一旦サッカーを断念してテニス部に入部した。当時のテニス部の顧問は、「次に来るボールを予想して走り出す、動物的な勘のようなものがあった」と回想する。高校2年生の終わりごろにはテニス部で一番の腕前であったとのこと。
その後、高校3年生のとき、スペランツァFC大阪高槻の下部組織であるラガッツァF.C.高槻スペランツァに復帰。このときにGKに転向した。すぐに頭角を現し、女子のU-19日本代表に選出。

### シニア
スペランツァFC大阪高槻のトップチームに昇格。当時の所属チームには、海堀以外にGKがおらず、先述のU-19代表のGKコーチが指導する高校（金光大阪高等学校）の練習にも参加。GKコーチ曰く、「怖がらずに突っ込んだりするので、男子高校生が遠慮するくらいだった」とのこと。
所属チームにGKが1人という状況は2年間続いたが、試合に出続けることで短期間でしっかりとした土台を築く。
2008年、INAC神戸レオネッサへ移籍。正GKとしてゴールを守り続ける。
2009年、シーズンで国内リーグ100試合出場を達成した。
2012年、INAC神戸との契約をプロ契約に移行。以後も日本代表や、所属するINACで主力ゴールキーパーとして出場していた。ただ一方で、同年のロンドンオリンピック直後から目の前のものが二重に見える症状が出始める。当初「重症筋無力症の眼筋型」との診断を受けたが、2015年に別の医師から「斜視だから手術すれば治る」と言われ手術に踏み切る。ただ手術自体は成功で日常生活には全く問題なくなったものの、スポーツ選手として必要な動体視力が低下しボールへの反応が遅れる症状が残った上、「また斜視が復活するのではという恐怖感を拭えなかった」という。
2016年1月15日、「ライバルである自分自身に勝てなくなった」とパフォーマンス低下を理由に、29歳での現役引退を表明した。実際には前述の斜視問題も引退を決めた大きな要因であった。

### 代表
2008年になでしこジャパンに選ばれ、5月31日の2008 AFC女子アジアカップにおけるチャイニーズタイペイ戦で代表デビュー。
北京オリンピックでは福元美穂に次ぐ第2GKとして選ばれるが、出場機会はなかった。
2011年、ドイツで開催された2011 FIFA女子ワールドカップでは正ゴールキーパーとしてゴールを守り続け、特にPK戦に突入した決勝アメリカ戦では、1人目と3人目のキッカーのシュートをセーブし、日本の初優勝に貢献した。この活躍によりFIFAから決勝戦のMVPとしても選出され、さらに大会の優秀選手21人にも選出された。

### 現役引退後
2016年7月、将来的にサッカー指導者を目指すことを目標として、慶應義塾大学総合政策学部のAO入試を受験し合格。同年9月より同大学に入学する。
2017年5月2日、熊本ルネサンスフットボールクラブに選手兼コーチとして入団した。「（GKとして）散々やられたので、点を取りたい」とフォワードに転向した。2018年12月、契約満了により熊本を退団した。
2020年4月、佐賀県みやき町のスポーツ政策ディレクターに就任した。
日本初の女子プロサッカーリーグであるWEリーグ創設期から携わり、2021年12月1日にWEリーグコミュニティオーガナイザーに就任。
2023年4月20日に一般社団法人日本女子サッカーリーグ（なでしこリーグ）理事に選任された。
2024年9月26日に公益社団法人日本女子プロサッカーリーグ（WEリーグ）の理事に選任され、同年11月25日には公益社団法人日本プロサッカーリーグ（Jリーグ）の特任理事にも選任された。
2025年4月21日、日本女子サッカーリーグ（なでしこリーグ）の理事長に就任した。

## 個人成績

### クラブ
| クラブ                 | シーズン | リーグ             | 背番号 | リーグ戦 | リーグ戦 | カップ戦 | カップ戦 | リーグ杯 | リーグ杯 | その他 | その他 | 合計 | 合計 |
| クラブ                 | シーズン | リーグ             | 背番号 | 出場     | 得点     | 出場     | 得点     | 出場     | 得点     | 出場   | 得点   | 出場 | 得点 |
| ---------------------- | -------- | ------------------ | ------ | -------- | -------- | -------- | -------- | -------- | -------- | ------ | ------ | ---- | ---- |
| スペランツァFC大阪高槻 | 2004     | L・リーグ1部（L1） | 19     | 1        | 0        | 1        | 0        | —        | —        | —      | —      | 2    | 0    |
| スペランツァFC大阪高槻 | 2005     | L・リーグ1部（L1） | 19     | 19       | 0        | 3        | 0        | —        | —        | —      | —      | 22   | 0    |
| スペランツァFC大阪高槻 | 2006     | なでしこ Div.1     | 19     | 17       | 0        | 1        | 0        | —        | —        | —      | —      | 18   | 0    |
| スペランツァFC大阪高槻 | 2007     | なでしこ Div.2     | 1      | 21       | 0        | 3        | 0        | 3        | 0        | —      | —      | 27   | 0    |
| スペランツァFC大阪高槻 | 通算     | 通算               | 通算   | 58       | 0        | 8        | 0        | 3        | 0        | 0      | 0      | 69   | 0    |
| INAC神戸レオネッサ     | 2008     | なでしこ Div.1     | 19     | 21       | 0        | 4        | 0        | —        | —        | —      | —      | 25   | 0    |
| INAC神戸レオネッサ     | 2009     | なでしこ Div.1     | 19     | 21       | 0        | 3        | 0        | —        | —        | —      | —      | 24   | 0    |
| INAC神戸レオネッサ     | 2010     | なでしこ           | 1      | 18       | 0        | 4        | 0        | 5        | 0        | —      | —      | 27   | 0    |
| INAC神戸レオネッサ     | 2011     | なでしこ           | 1      | 16       | 0        | 4        | 0        | —        | —        | -      | -      | 20   | 0    |
| INAC神戸レオネッサ     | 2012     | なでしこ           | 1      | 12       | 0        | 4        | 0        | 6        | 0        | 3      | 0      | 25   | 0    |
| INAC神戸レオネッサ     | 2013     | なでしこ           | 1      | 18       | 0        | 4        | 0        | 10       | 0        | 2      | 0      | 34   | 0    |
| INAC神戸レオネッサ     | 2014     | なでしこ           | 1      | 28       | 0        | 2        | 0        | —        | —        | -      | -      | 30   | 0    |
| INAC神戸レオネッサ     | 2015     | なでしこ1部        | 1      | 23       | 0        | 4        | 0        | —        | —        | —      | —      | 27   | 0    |
| INAC神戸レオネッサ     | 通算     | 通算               | 通算   | 157      | 0        | 29       | 0        | 21       | 0        | 5      | 0      | 212  | 0    |
| 熊本ルネサンスFC       | 2017     | 九州               | 19     |          |          |          |          | —        | —        | —      | —      |      |      |
| 熊本ルネサンスFC       | 2018     | 九州               | 19     |          |          |          |          | —        | —        | —      | —      |      |      |
| 熊本ルネサンスFC       | 通算     |                    |        |          |          |          |          |          |          |        |        |      |      |
| 通算                   | 日本     | 日本               | 1部    | 194      | 0        | 34       | 0        | 21       | 0        | 5      | 0      | 254  | 0    |
| 通算                   | 日本     | 日本               | 2部    | 21       | 0        | 3        | 0        | 3        | 0        | 0      | 0      | 27   | 0    |
| 通算                   | 日本     | 日本               | その他 |          |          |          |          |          |          |        |        |      |      |
| 総通算                 | 総通算   | 総通算             | 総通算 | 215      | 0        | 37       | 0        | 24       | 0        | 5      | 0      | 281  | 0    |

1. ↑  2012日韓女子リーグチャンピオンシップ、国際女子サッカークラブ選手権2012の成績
2. ↑  国際女子サッカークラブ選手権2013の成績

### 代表
- 2008年5月31日 - 日本女子代表初出場 -  チャイニーズタイペイ戦 （2008 AFC女子アジアカップ）

#### 主な出場歴
- 2008年 北京オリンピック
- 2010年 アジア競技大会 優勝
- 2011年 2011 FIFA女子ワールドカップ 優勝
- 2012年 ロンドンオリンピック 銀メダル
- 2014年 アジア競技大会 準優勝
- 2015年 2015 FIFA女子ワールドカップ 準優勝

#### 試合数
| 日本代表 | 国際Aマッチ | 国際Aマッチ |
| 年       | 出場        | 得点        |
| -------- | ----------- | ----------- |
| 2008     | 3           | 0           |
| 2009     | 3           | -1          |
| 2010     | 7           | -3          |
| 2011     | 14          | -13         |
| 2012     | 7           | -11         |
| 2013     | 6           | -5          |
| 2014     | 6           | -4          |
| 2015     | 7           | -11         |
| 通算     | 53          | -48         |

#### 出場試合
| 出場試合一覧 | 出場試合一覧   | 出場試合一覧               | 出場試合一覧                                         | 出場試合一覧         | 出場試合一覧   | 出場試合一覧 | 出場試合一覧                               | 出場試合一覧 |
| #            | 開催日         | 開催都市                   | スタジアム                                           | 対戦国               | 結果           | 監督         | 大会                                       | 出典         |
| ------------ | -------------- | -------------------------- | ---------------------------------------------------- | -------------------- | -------------- | ------------ | ------------------------------------------ | ------------ |
| 1.           | 2008年05月31日 | ホーチミン                 |                                                      | チャイニーズタイペイ | ○11-0          | 佐々木則夫   | アジアカップ                               |              |
| 2.           | 2008年06月08日 | ホーチミン                 |                                                      | オーストラリア       | ○3-0           | 佐々木則夫   | アジアカップ                               |              |
| 3.           | 2008年07月24日 | 兵庫県                     | 御崎公園球技場                                       | オーストラリア       | ○3-0           | 佐々木則夫   | 国際親善試合                               |              |
| 4.           | 2009年07月29日 | マンハイム                 |                                                      | ドイツ               | △0-0           | 佐々木則夫   | 国際親善試合                               |              |
| 5.           | 2009年08月01日 | モンタルジ                 |                                                      | フランス             | ○4-0           | 佐々木則夫   | 国際親善試合                               |              |
| 6.           | 2009年11月14日 | 埼玉県                     | さいたま市駒場スタジアム                             | ニュージーランド     | ○2-1           | 佐々木則夫   | 国際親善試合                               |              |
| 7.           | 2010年1月21日  | コキンボ                   |                                                      | コロンビア           | ○ 4-2          | 佐々木則夫   | バイセンテニアル・ウィメンズ・カップ2010   | [ 18 ]       |
| 8.           | 2010年2月6日   | 調布                       | 味の素スタジアム                                     | 中華人民共和国       | ○ 2-0          | 佐々木則夫   | 東アジアサッカー選手権2010                 | [ 19 ]       |
| 9.           | 2010年5月8日   | 松本                       | 松本平広域公園総合球技場アルウィン                   | メキシコ             | ○ 4-0          | 佐々木則夫   | 2010 AFC女子アジアカップ 壮行試合          | [ 20 ]       |
| 10.          | 2010年5月20日  | 成都                       | 成都市体育中心                                       | ミャンマー           | ○ 8-0          | 佐々木則夫   | 2010 AFC女子アジアカップ                   | [ 21 ]       |
| 11.          | 2010年5月27日  | 成都                       | 成都市体育中心                                       | オーストラリア       | ● 0-1          | 佐々木則夫   | 2010 AFC女子アジアカップ                   | [ 22 ]       |
| 12.          | 2010年5月30日  | 成都                       | 成都市体育中心                                       | 中華人民共和国       | ○ 2-0          | 佐々木則夫   | 2010 AFC女子アジアカップ                   | [ 23 ]       |
| 13.          | 2010年11月14日 | 広州                       | 黄埔体育中心                                         | タイ                 | ○ 4-0          | 佐々木則夫   | 第16回アジア競技大会                       | [ 24 ]       |
| 14.          | 2011年3月4日   | ラゴス                     | 市営スタジアム                                       | フィンランド         | ○ 5-0          | 佐々木則夫   | アルガルヴェ・カップ2011                   | [ 25 ]       |
| 15.          | 2011年3月7日   | パルシャル                 | ベラ・ヴィスタ市営スタジアム                         | ノルウェー           | ○ 1-0          | 佐々木則夫   | アルガルヴェ・カップ2011                   | [ 26 ]       |
| 16.          | 2011年5月14日  | コロンバス                 | コロンバス・クルー・スタジアム                       | アメリカ合衆国       | ● 0-2          | 佐々木則夫   | 国際親善試合 ～アメリカ遠征～              | [ 27 ]       |
| 17.          | 2011年5月18日  | ケーリー                   | ウェイクメド・サッカー・パーク                       | アメリカ合衆国       | ● 0-2          | 佐々木則夫   | 国際親善試合 ～アメリカ遠征～              | [ 28 ]       |
| 18.          | 2011年6月18日  | 松山                       | ニンジニアスタジアム                                 | 韓国                 | △ 1-1          | 佐々木則夫   | 国際親善試合                               | [ 29 ]       |
| 19.          | 2011年6月27日  | ボーフム                   | FIFA女子ワールドカップスタジアム・ボーフム           | ニュージーランド     | ○ 2-1          | 佐々木則夫   | 2011 FIFA女子ワールドカップ                | [ 30 ]       |
| 20.          | 2011年7月1日   | レーヴァークーゼン         | FIFA女子ワールドカップスタジアム・レーヴァークーゼン | メキシコ             | ○ 4-0          | 佐々木則夫   | 2011 FIFA女子ワールドカップ                | [ 31 ]       |
| 21.          | 2011年7月5日   | アウクスブルク             | FIFA女子ワールドカップスタジアム・アウクスブルク     | イングランド         | ● 0-2          | 佐々木則夫   | 2011 FIFA女子ワールドカップ                | [ 32 ]       |
| 22.          | 2011年7月9日   | ヴォルフスブルク           | FIFA女子ワールドカップスタジアム・ヴォルフスブルク   | ドイツ               | ○ 1-0          | 佐々木則夫   | 2011 FIFA女子ワールドカップ                | [ 33 ]       |
| 23.          | 2011年7月13日  | フランクフルト             | FIFA女子ワールドカップスタジアム・フランクフルト     | スウェーデン         | ○ 3-1          | 佐々木則夫   | 2011 FIFA女子ワールドカップ                | [ 34 ]       |
| 24.          | 2011年7月17日  | フランクフルト             | FIFA女子ワールドカップスタジアム・フランクフルト     | アメリカ合衆国       | ○ 2-2 (PK 3-1) | 佐々木則夫   | 2011 FIFA女子ワールドカップ                | [ 35 ]       |
| 25.          | 2011年9月3日   | 済南                       | 済南オリンピック・スポーツセンター                   | 韓国                 | ○ 2-1          | 佐々木則夫   | 2012年ロンドンオリンピック・アジア最終予選 | [ 36 ]       |
| 26.          | 2011年9月5日   | 済南                       | 山東省体育中心体育場                                 | オーストラリア       | ○ 1-0          | 佐々木則夫   | 2012年ロンドンオリンピック・アジア最終予選 | [ 37 ]       |
| 27.          | 2011年9月8日   | 済南                       | 山東省体育中心体育場                                 | 北朝鮮               | △ 1-1          | 佐々木則夫   | 2012年ロンドンオリンピック・アジア最終予選 | [ 38 ]       |
| 28.          | 2012年2月29日  | パルシャル                 | ベラ・ヴィスタ市営スタジアム                         | ノルウェー           | ○ 2-1          | 佐々木則夫   | アルガルヴェ・カップ2012                   | [ 39 ]       |
| 29.          | 2012年3月7日   | ファロ ／ ローレ           | エスタディオ・アルガルヴェ                           | ドイツ               | ● 3-4          | 佐々木則夫   | アルガルヴェ・カップ2012                   | [ 40 ]       |
| 30.          | 2012年4月1日   | 仙台                       | ユアテックスタジアム仙台                             | アメリカ合衆国       | △ 1-1          | 佐々木則夫   | キリンチャレンジカップ2012                 | [ 41 ]       |
| 31.          | 2012年6月18日  | ハルムスタッド             | オルヤンス・ヴァル                                   | アメリカ合衆国       | ● 1-4          | 佐々木則夫   | 国際親善試合 ～スウェーデン遠征～          | [ 42 ]       |
| 32.          | 2012年7月11日  | 東京                       | 国立競技場                                           | オーストラリア       | ○ 3-0          | 佐々木則夫   | キリンチャレンジカップ2012                 |              |
| 33.          | 2012年7月19日  | パリ                       | スタッド・シャルレティ                               | フランス             | ● 0-2          | 佐々木則夫   | 国際親善試合                               |              |
| 34.          | 2012年7月31日  | カーディフ                 | ミレニアム・スタジアム                               | 南アフリカ共和国     | △ 0-0          | 佐々木則夫   | 2012年ロンドンオリンピック                 | [ 43 ]       |
| 35.          | 2013年3月8日   | パルシャル                 | ベラ・ヴィスタ市営スタジアム                         | ドイツ               | ● 1-2          | 佐々木則夫   | アルガルヴェ・カップ2013                   | [ 44 ]       |
| 36.          | 2013年6月20日  | 鳥栖                       | ベストアメニティスタジアム                           | ニュージーランド     | △ 1-1          | 佐々木則夫   | キリンチャレンジカップ2013                 | [ 45 ]       |
| 37.          | 2013年6月26日  | バートン＝アポン＝トレント | ピレリ・スタジアム                                   | イングランド         | △ 1-1          | 佐々木則夫   | 国際親善試合 ～欧州遠征～                  | [ 46 ]       |
| 38.          | 2013年7月25日  | 華城                       | 華城総合運動場                                       | 北朝鮮               | △ 0-0          | 佐々木則夫   | EAFF東アジアカップ2013                     | [ 47 ]       |
| 39.          | 2013年7月27日  | ソウル                     | 蚕室総合運動場                                       | 韓国                 | ● 1-2          | 佐々木則夫   | EAFF東アジアカップ2013                     | [ 48 ]       |
| 40.          | 2013年9月22日  | 諫早                       | 長崎県立総合運動公園陸上競技場                       | ナイジェリア         | ○ 2-0          | 佐々木則夫   | 国際親善試合                               | [ 49 ]       |
| 41.          | 2014年3月10日  | ファロ ／ ローレ           | エスタディオ・アルガルヴェ                           | スウェーデン         | ○ 2-1          | 佐々木則夫   | アルガルヴェ・カップ2014                   | [ 50 ]       |
| 42.          | 2014年5月18日  | トゥーザウモット           | ビンズオン・スタジアム                               | ヨルダン             | ○ 7-0          | 佐々木則夫   | 2014 AFC女子アジアカップ                   | [ 51 ]       |
| 43.          | 2014年9月13日  | 天童                       | NDソフトスタジアム山形                               | ガーナ               | ○ 5-0          | 佐々木則夫   | なでしこジャパンWORLD MATCH                | [ 52 ]       |
| 44.          | 2014年9月15日  | 仁川                       | 仁川南洞アジアードラグビー競技場                     | 中華人民共和国       | △ 0-0          | 佐々木則夫   | 第17回アジア競技大会                       | [ 53 ]       |
| 45.          | 2014年9月26日  | 華城                       | 華城スタジアム                                       | 香港                 | ○ 9-0          | 佐々木則夫   | 第17回アジア競技大会                       | [ 54 ]       |
| 46.          | 2014年10月1日  | 仁川                       | 仁川文鶴競技場                                       | 北朝鮮               | ● 1-3          | 佐々木則夫   | 第17回アジア競技大会                       | [ 55 ]       |
| 47.          | 2015年3月9日   | パルシャル                 | ベラ・ヴィスタ市営スタジアム                         | フランス             | ● 1-3          | 佐々木則夫   | アルガルヴェ・カップ2015                   | [ 56 ]       |
| 48.          | 2015年5月28日  | 長野                       | 南長野運動公園総合球技場                             | イタリア             | ○ 1-0          | 佐々木則夫   | キリンチャレンジカップ2015                 | [ 57 ]       |
| 49.          | 2015年6月12日  | バンクーバー               | BCプレイス・スタジアム                               | カメルーン           | ○ 2-1          | 佐々木則夫   | 2015 FIFA女子ワールドカップ                | [ 58 ]       |
| 50.          | 2015年6月23日  | バンクーバー               | BCプレイス・スタジアム                               | オランダ             | ○ 2-1          | 佐々木則夫   | 2015 FIFA女子ワールドカップ                | [ 59 ]       |
| 51.          | 2015年6月27日  | エドモントン               | コモンウェルス・スタジアム                           | オーストラリア       | ○ 1-0          | 佐々木則夫   | 2015 FIFA女子ワールドカップ                | [ 60 ]       |
| 52.          | 2015年7月1日   | エドモントン               | コモンウェルス・スタジアム                           | イングランド         | ○ 2-1          | 佐々木則夫   | 2015 FIFA女子ワールドカップ                | [ 61 ]       |
| 53.          | 2015年7月5日   | バンクーバー               | BCプレイス・スタジアム                               | アメリカ合衆国       | ● 2-5          | 佐々木則夫   | 2015 FIFA女子ワールドカップ                | [ 62 ]       |

## 指導歴
- 2017年-2018年 熊本ルネサンスフットボールクラブ コーチ

## タイトル・表彰

### クラブ
- INAC神戸レオネッサ
  - なでしこリーグ：3回（2011、2012、2013）
  - 皇后杯全日本女子サッカー選手権大会：5回（2010、2011、2012、2013、2015）
  - なでしこリーグカップ：1回（2013）
  - 日韓女子リーグチャンピオンシップ：1回（2012）

### 代表
- 日本女子代表（なでしこジャパン）
  - FIFA女子ワールドカップ：1回（2011）
  - アジア競技大会：1回（2010）

### 個人
- 2011 FIFA女子ワールドカップ「オールスターチーム（優秀選手）」
- なでしこリーグベストイレブン：2回（2011年、2013年）
- なでしこリーグカップ最優秀選手：1回（2013年）

### 表彰
- 国民栄誉賞（2011年、2011 FIFA女子ワールドカップ日本女子代表の一員として）
- 紫綬褒章（2011年、同上）
- 長岡京市スポーツ賞市民栄誉賞（2011年）[63]